# David Martin (cyclisme)
Pour les articles homonymes, voir David Martin.
Dave Martin, né le 3 mars 1978, est un coureur cycliste zimbabwéen.

## Palmarès
- 2005
  -  Champion du Zimbabwe du contre-la-montre
- 2007
  -  Champion du Zimbabwe sur route
  - Harare Classic
  - Tour de Bulawayo :
    - Classement général
    - 4e étape

  - Tour du Mashonaland :
    - Classement général
    - 1re, 2e et 3e étapes

  - 2e du championnat du Zimbabwe du contre-la-montre
- 2008
  -  Champion du Zimbabwe sur route
  - Tour de Nyanga :
    - Classement général
    - 1re, 2e et 3e étapes

  - 2e du Manicaland Cycle Challenge
  - 3e du championnat du Zimbabwe de cross-country
- 2009
  - 1re et 4e étapes des Zimbabwe Time Trial Series
  - Tour de Force :
    - Classement général
    - 1re et 2e étapes

  - 2e du championnat du Zimbabwe sur route
- 2010
  -  Champion du Zimbabwe sur route
  -  Champion du Zimbabwe du contre-la-montre
  - 3e étape du Tour de Nyanga
  - Manicaland Cycle Challenge
  - 2e, 3e, 5e et 6e étapes des Zimbabwe Time Trial Series
  - Legend Road Classic Harare
- 2011
  -  Champion du Zimbabwe du contre-la-montre
  - 2e du championnat du Zimbabwe sur route
- 2012
  - 2e et 3e étapes du Tour de Nyanga
  - 1re et 2e étapes des Zimbabwe Time Trial Series
  - 2e du Tour de Nyanga
  - 3e du Manicaland Cycle Challenge
- 2013
  - 3e étape du Tour de Nyanga
  - 2e du championnat du Zimbabwe sur route
- 2014
  -  Champion du Zimbabwe sur route
  -  Champion du Zimbabwe du contre-la-montre
  - Tour de Nyanga :
    - Classement général
    - 1re, 2e et 3e étapes
- 2015
  -  Champion du Zimbabwe sur route
  -  Champion du Zimbabwe du contre-la-montre
- 2016
  - 1re étape du Tour de Nyanga
  - 2e du Tour de Nyanga
- 2017
  -  Champion du Zimbabwe du contre-la-montre
  - 2e du championnat du Zimbabwe sur route

## Classements mondiaux
| Année           | 2007 | 2008 | 2009 | 2010 | 2011 | 2012 | 2013 | 2014 | 2015 |
| --------------- | ---- | ---- | ---- | ---- | ---- | ---- | ---- | ---- | ---- |
| UCI Africa Tour | 41e  |      |      | 27e  | 43e  |      | 162e |      | 44e  |